# Autódromo Internacional de Curitiba

Mapa del autódromo de Curitiba.

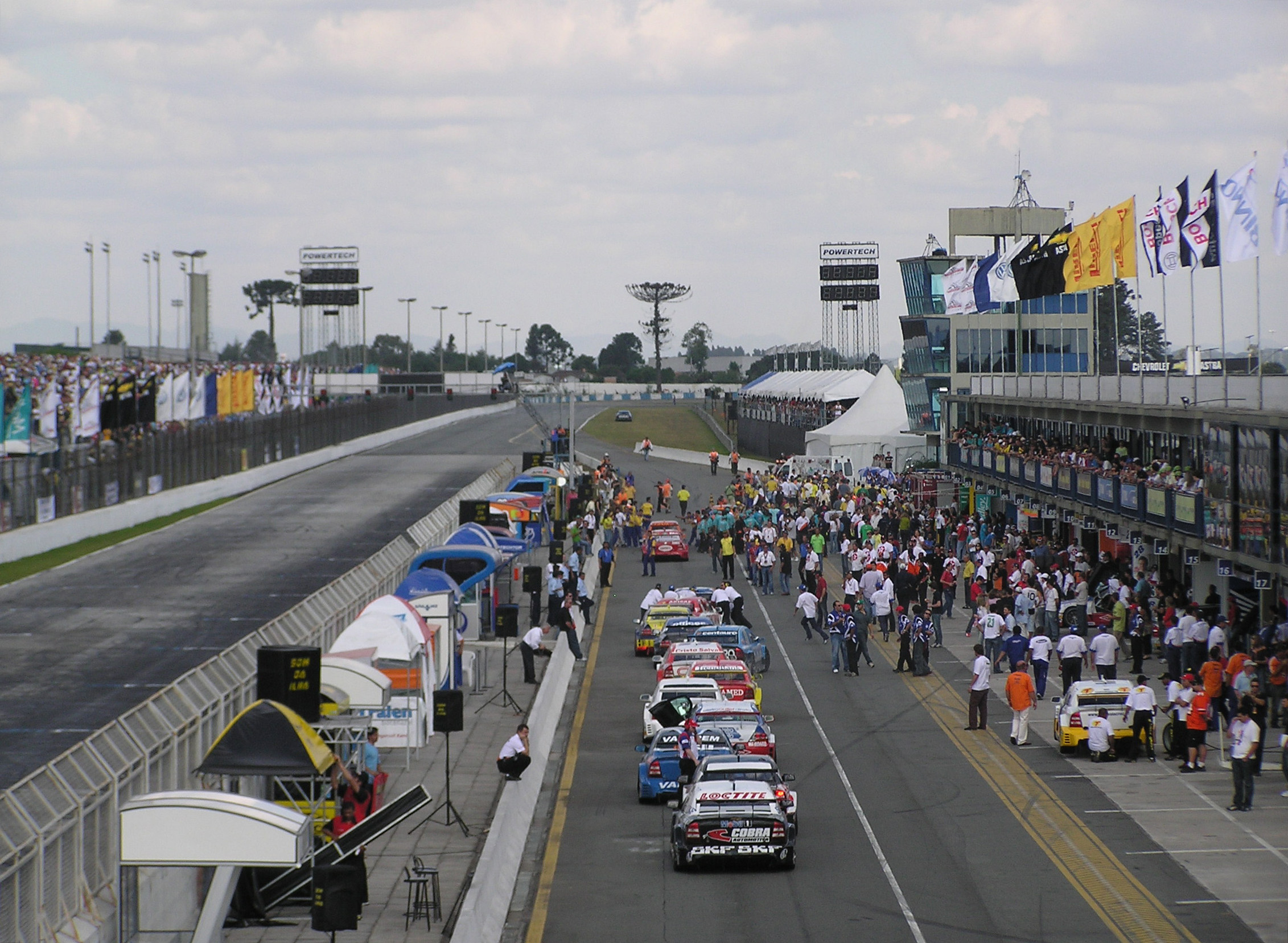
Calle de boxes.

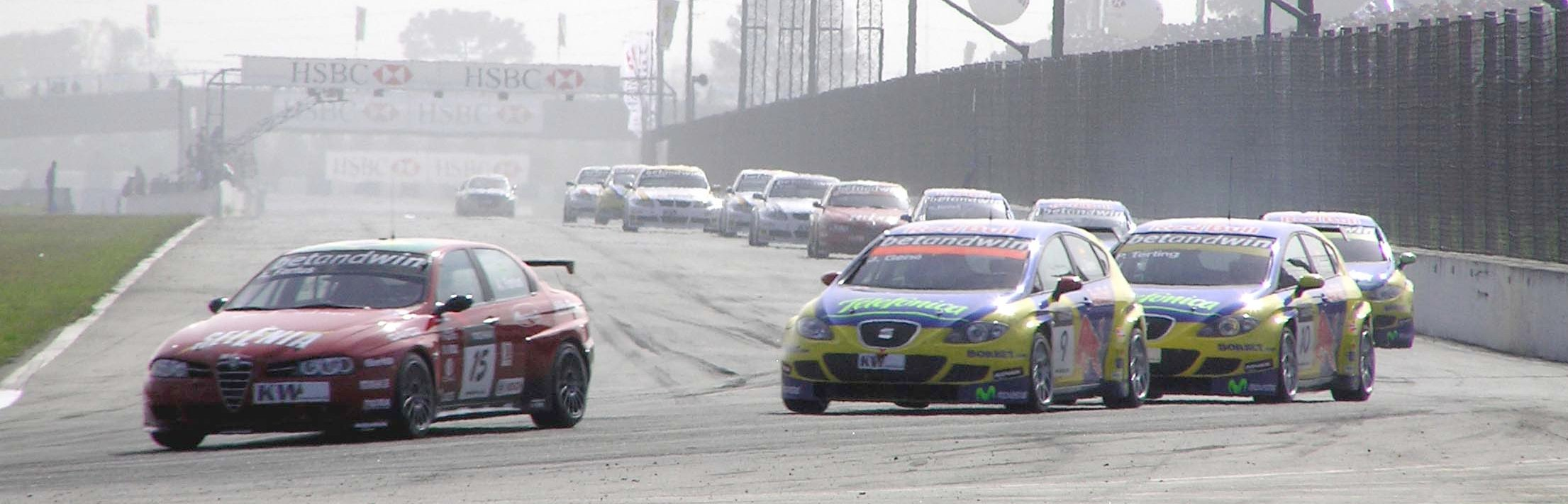
Recta principal y primera curva.

El Autódromo Internacional de Curitiba, también conocido oficialmente como Autódromo Raul Boesel y llamado anteriormente Autódromo de Pinhais es un autódromo de la ciudad de Pinhais, estado de Paraná, Brasil, en la región metropolitana de Curitiba. Su construcción comenzó en el año 1965 y concluyó en 1967. El trazado principal mide 3.695 metros de longitud, y el perimetral 2550 metros. La extensa recta principal se suele usar para medir la velocidad máxima de los automóviles de carreras de ese país.
Curitiba recibe habitualmente a las principales categorías brasileñas de automovilismo de velocidad, como el Stock Car Brasil y la Fórmula Truck, así como a la Fórmula 3 Sudamericana. En 2005 y 2006, la categoría argentina Turismo Competición 2000 compartió escenario con el Stock Car Brasil, como parte de un intercambio de fechas entre ambos certámenes.
En 2002, la categoría europea de monoplazas World Series by Nissan experimentó incursionar fuera del Viejo Continente al visitar Curitiba e Interlagos. Por su parte, el Campeonato Mundial de Turismos ha disputado una carrera en Curitiba desde 2006, siempre como fecha inaugural (salvo en 2006) y precedida por Puebla, el otro circuito americano (salvo en 2007). La edición de 2009 se disputó en simultáneo con Rally de Curitiba, una carrera fue válida para el Desafío Intercontinental de Rally y el campeonatos sudamericano, el brasileño y el paranaense de rally.

## Récords de vuelta
- World Series by Nissan: 1'09.772 s, Andre Couto, 2002
- Fórmula 3 Sudamericana: 1'13.484 s, Diago Nuñes, 2006
- Stock Car Brasil: 1'20.549 s, Luciano Burti, 2006
- Campeonato Mundial de Turismos: 1:21:758 s, Robert Huff, Chevrolet Cruze , 2011
- Turismo Competición 2000: 1'24.590 s, Matías Rossi, Chevrolet Astra, 2006
- Fórmula Truck: 1'41.457 s, Vinicius Ramires, Mercedes-Benz Axor, 2006